# Ferves

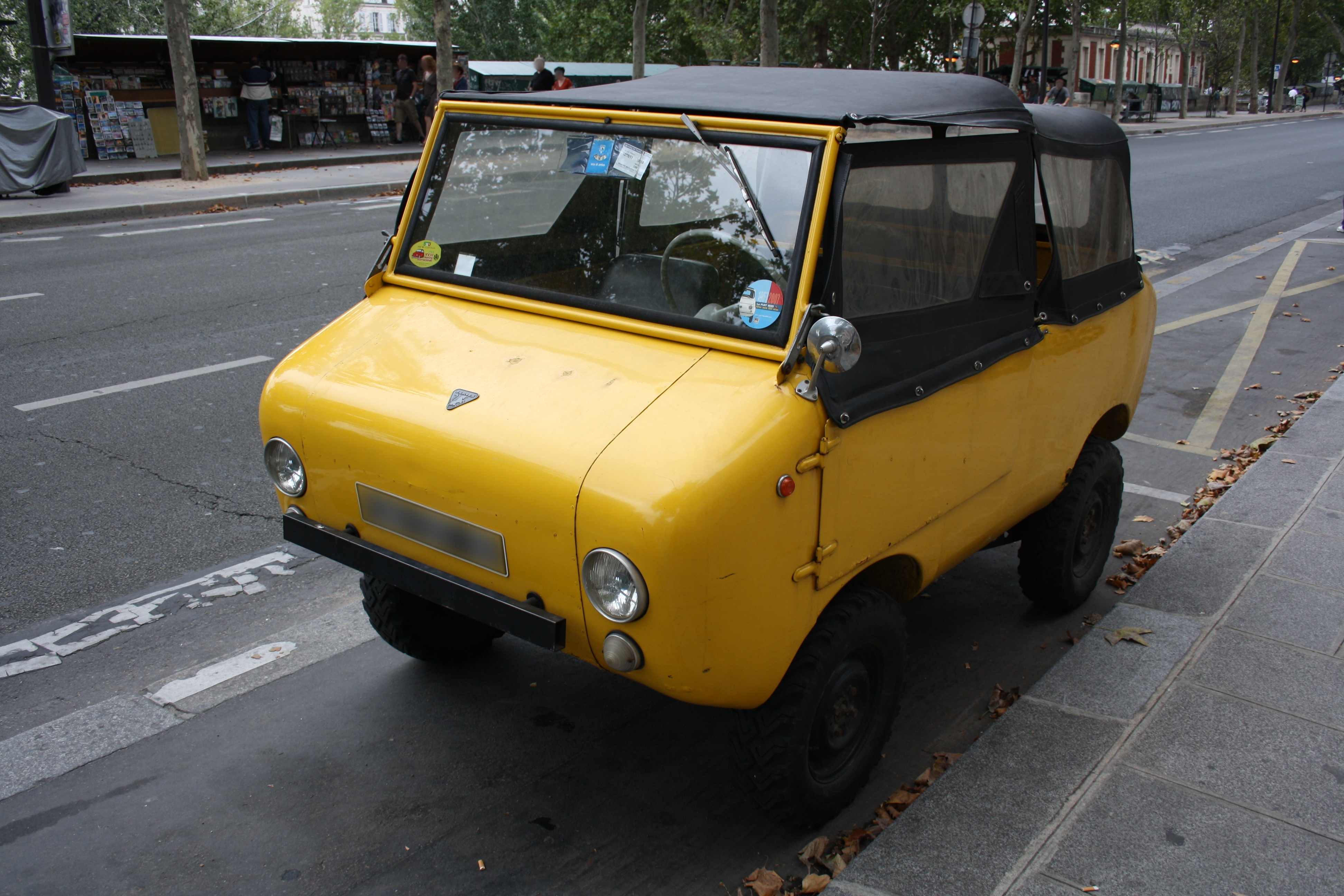
Voiture Ferves à Paris

La Ferves était une automobile italienne fabriquée de 1965 à 1970.  Basée sur la Fiat, c’était une voiture multifonctions propulsée par un moteur de 499 cm3 et de deux cylindres avec quatre roues motrices et une vitesse maximum d’environ 72 km/h. 

## Histoire
Présenté pour la première fois au salon de l'automobile de Turin de 1966, Ferves (FERrari VEicoli Speciali) présenta le Ranger comme un véhicule tout-terrain dérivé de la Fiat 500 et de la Fiat 600. Cette voiture avait un habitacle ouvert avec 4 sièges couverts de vinyle, un pare-brise rabattable et des portes démontables. Les 600 voitures construites étaient des conduites à gauche.

## Galerie

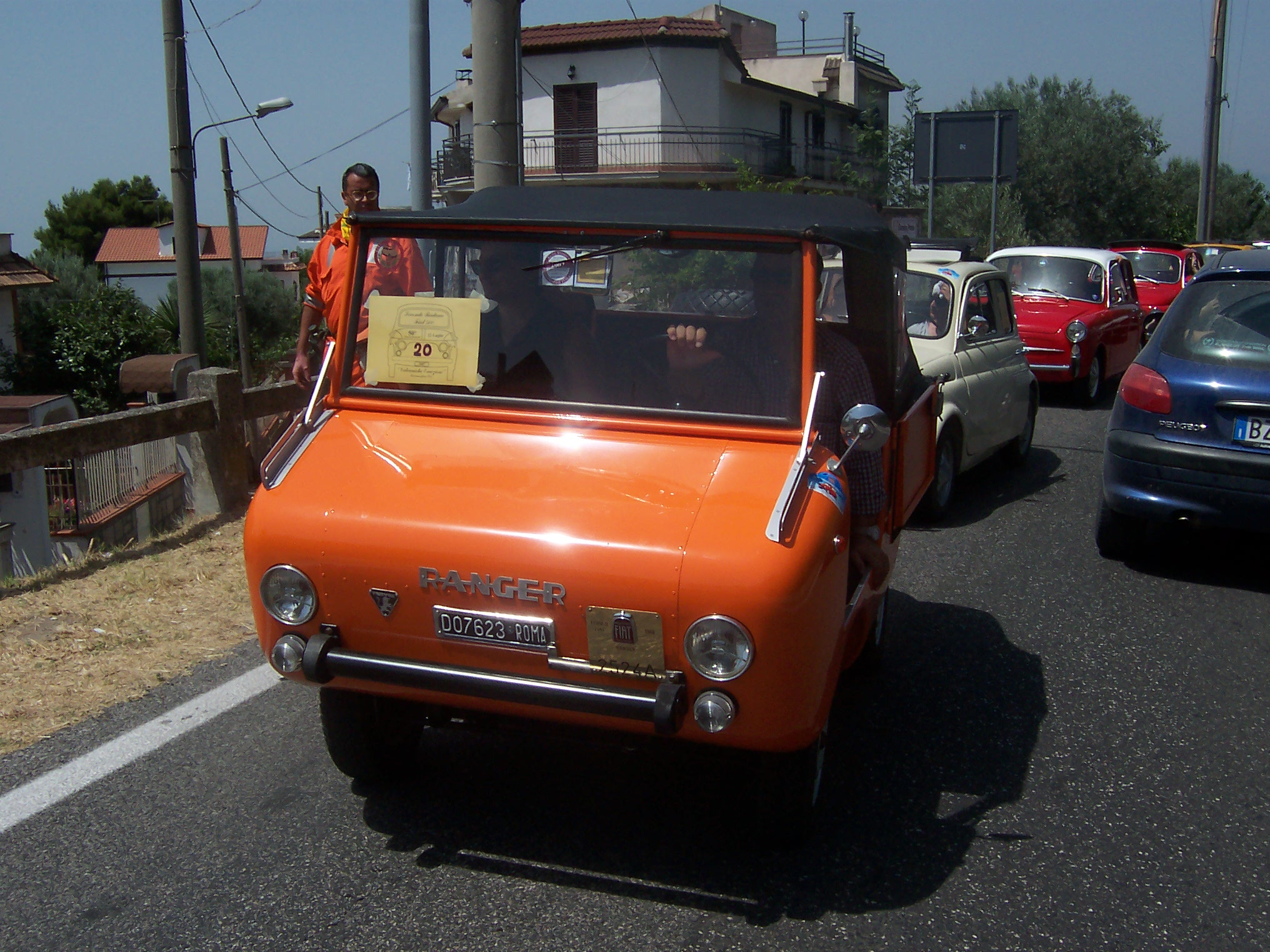
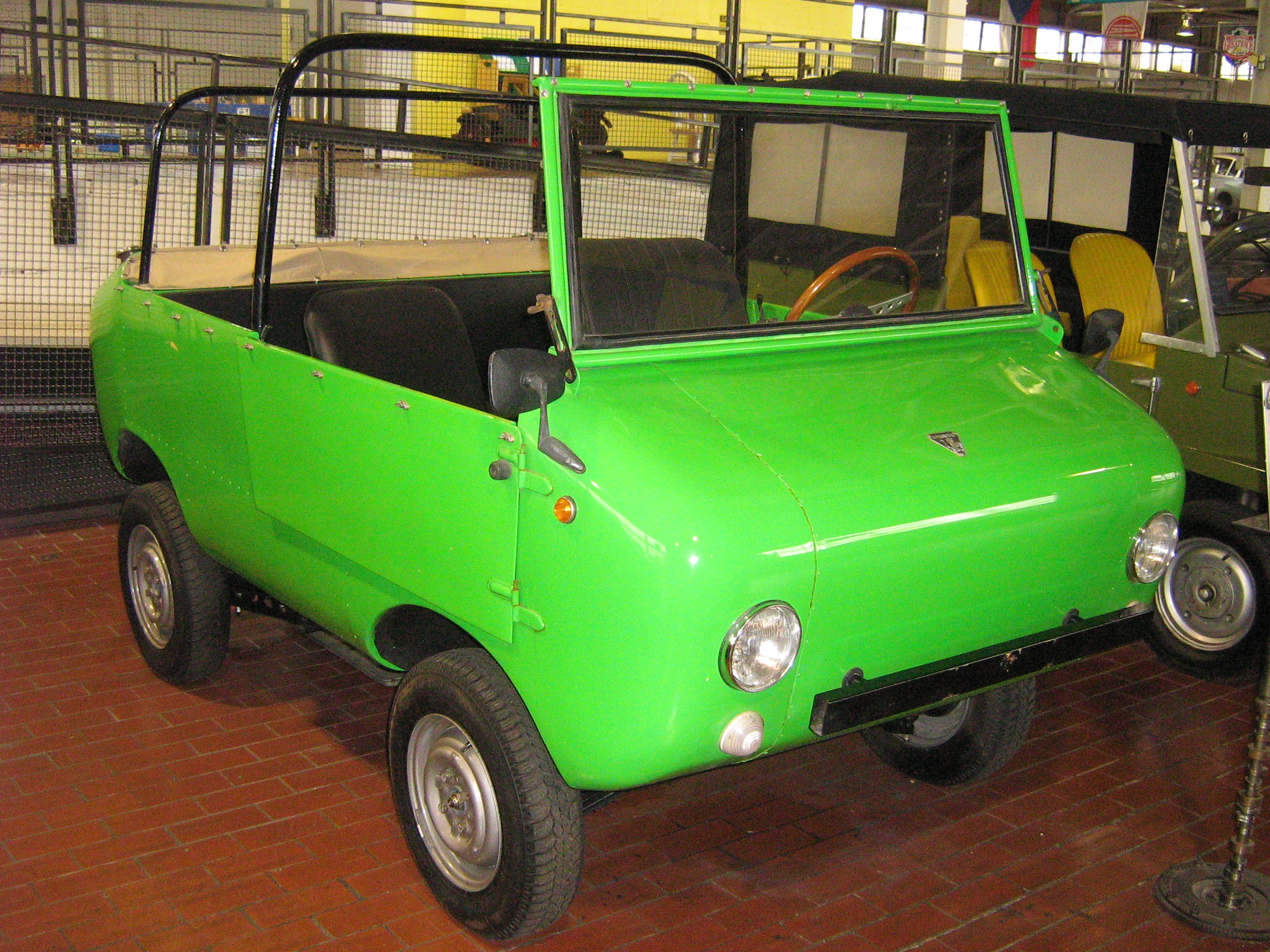
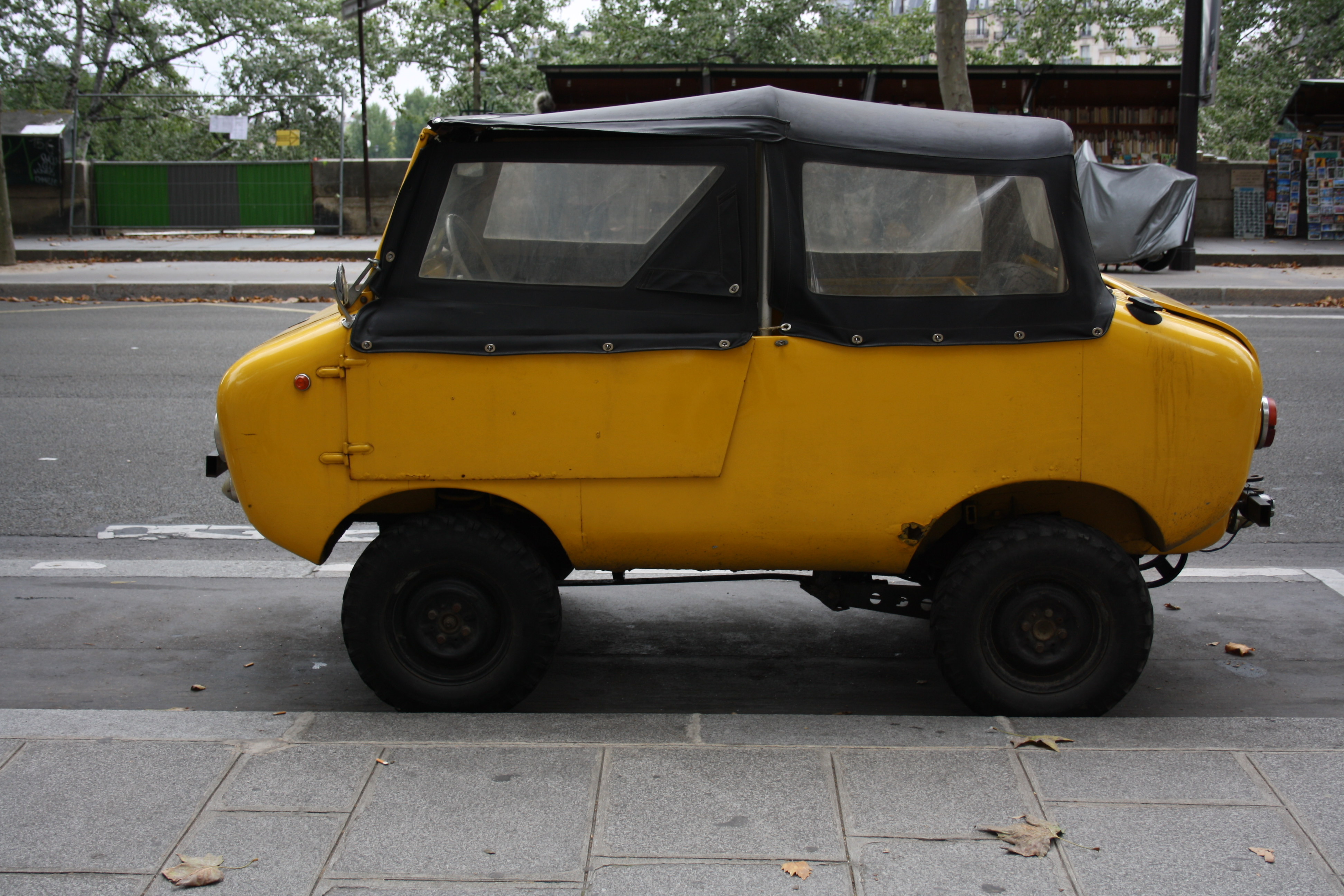
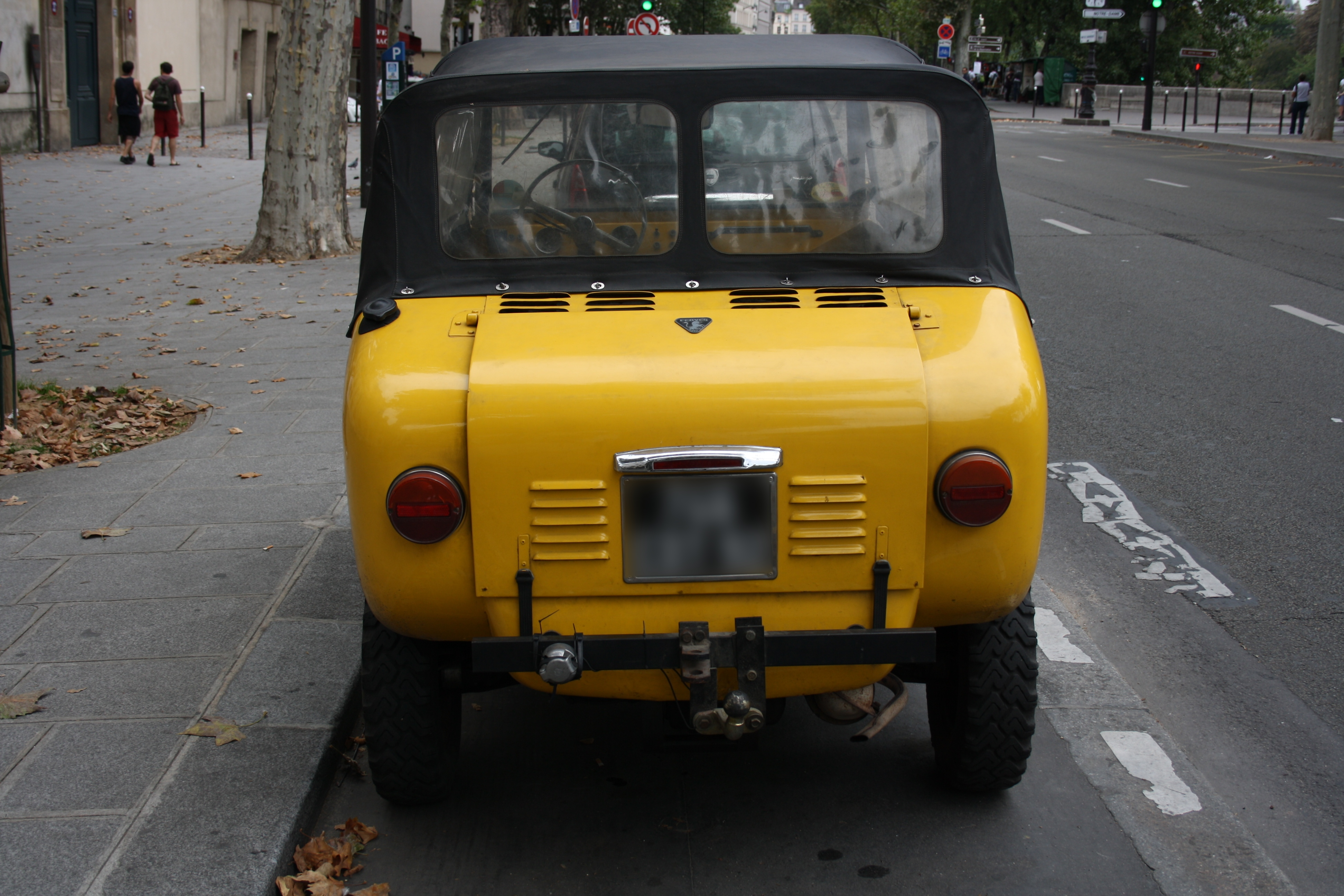
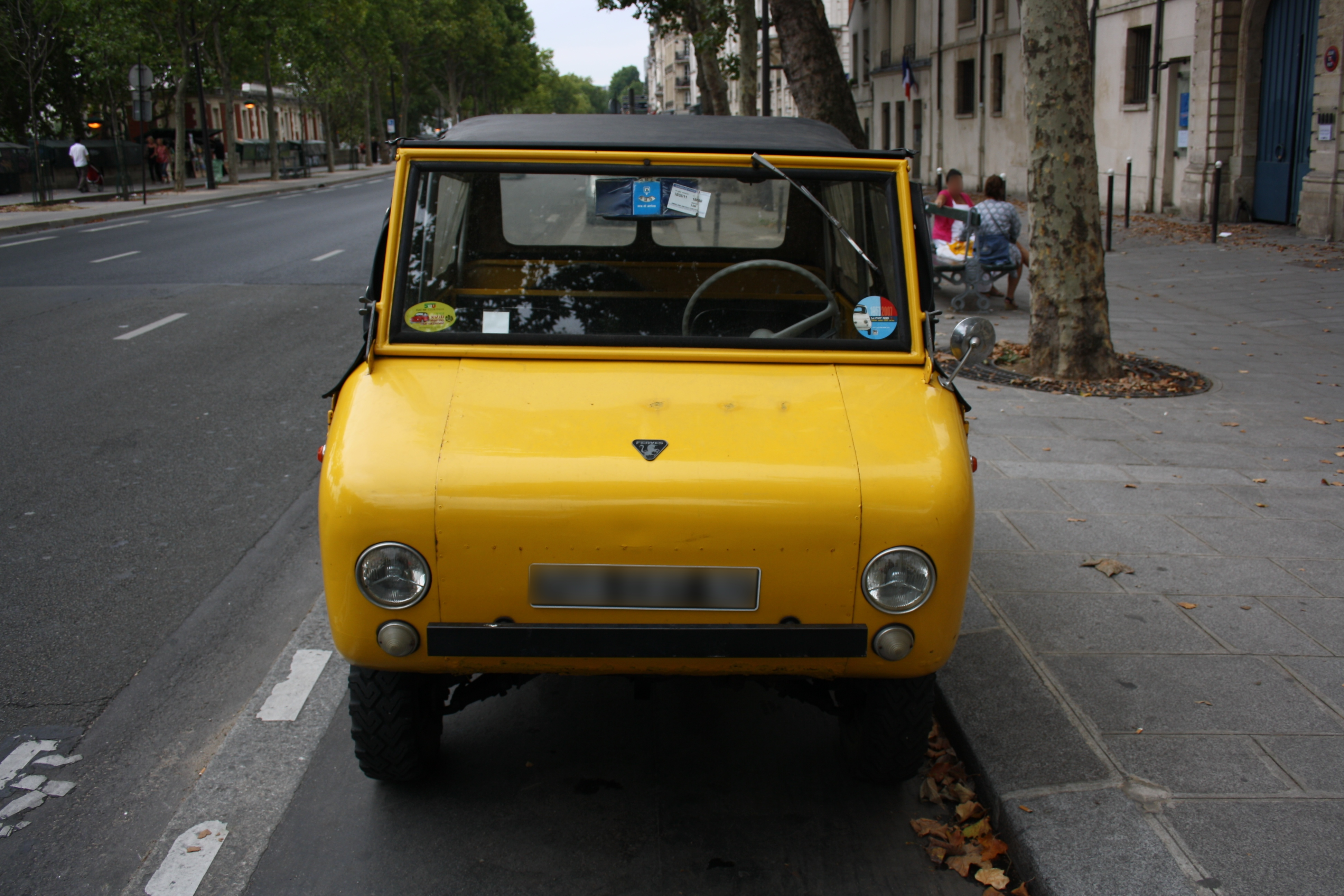
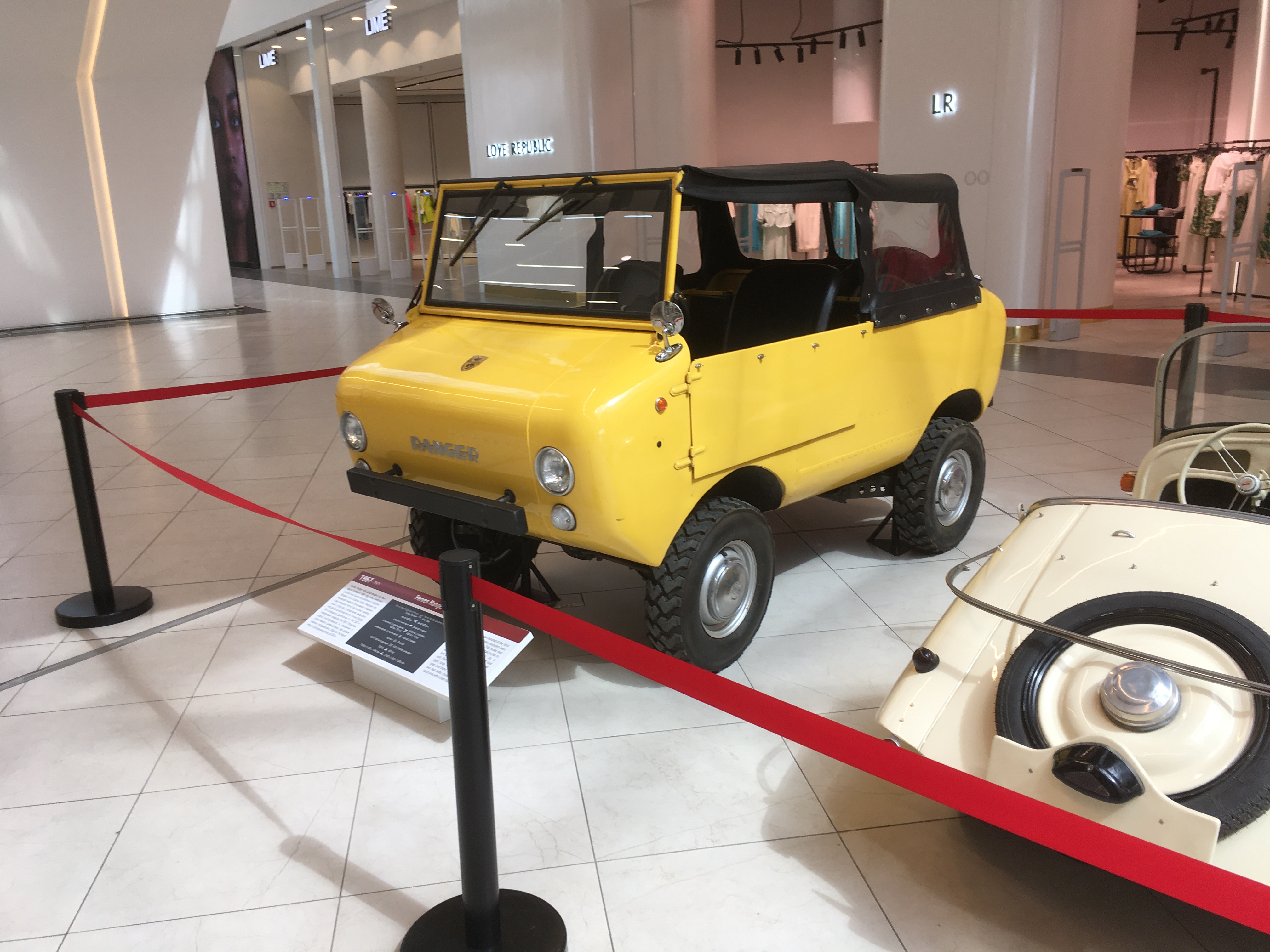
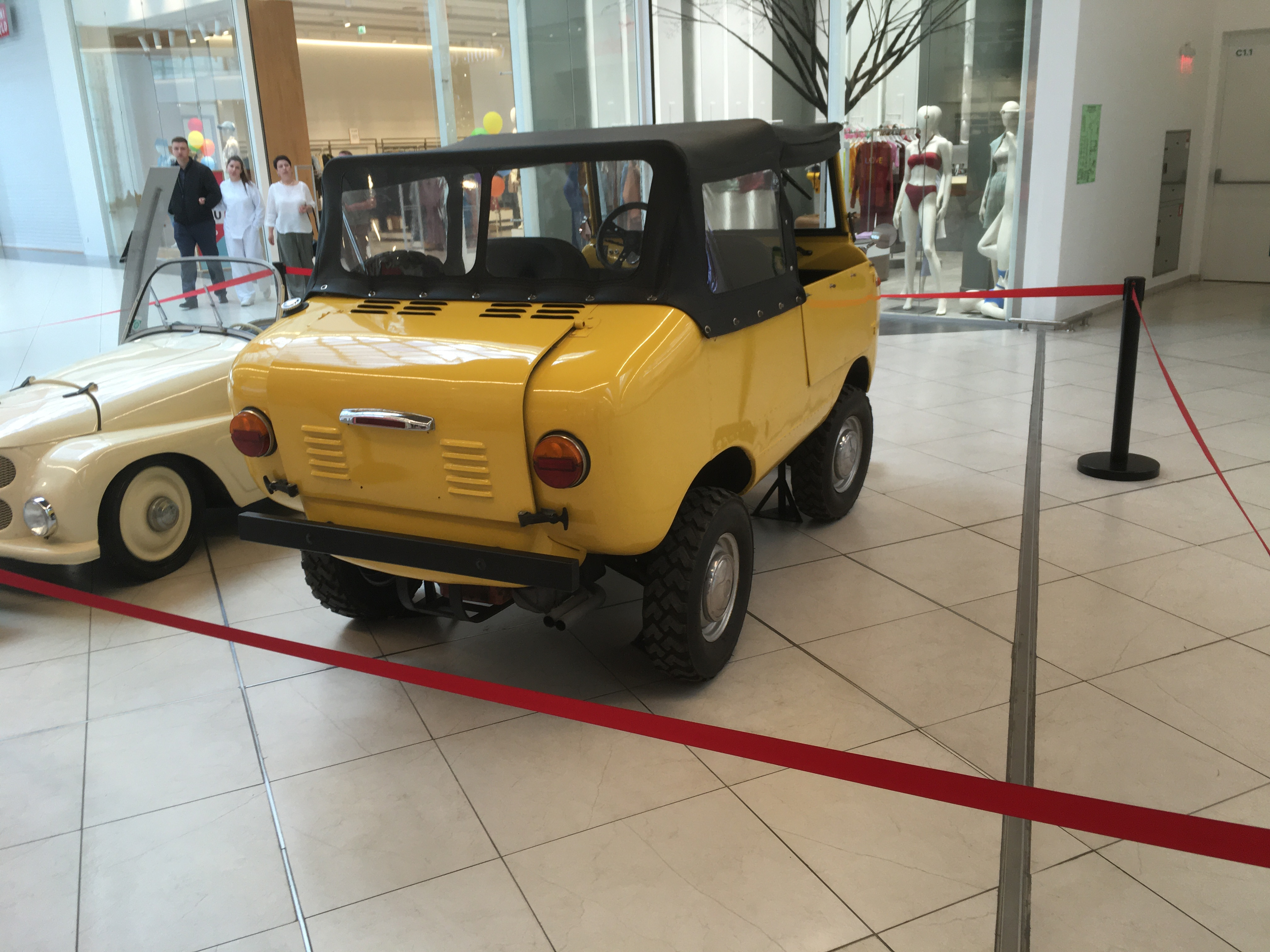
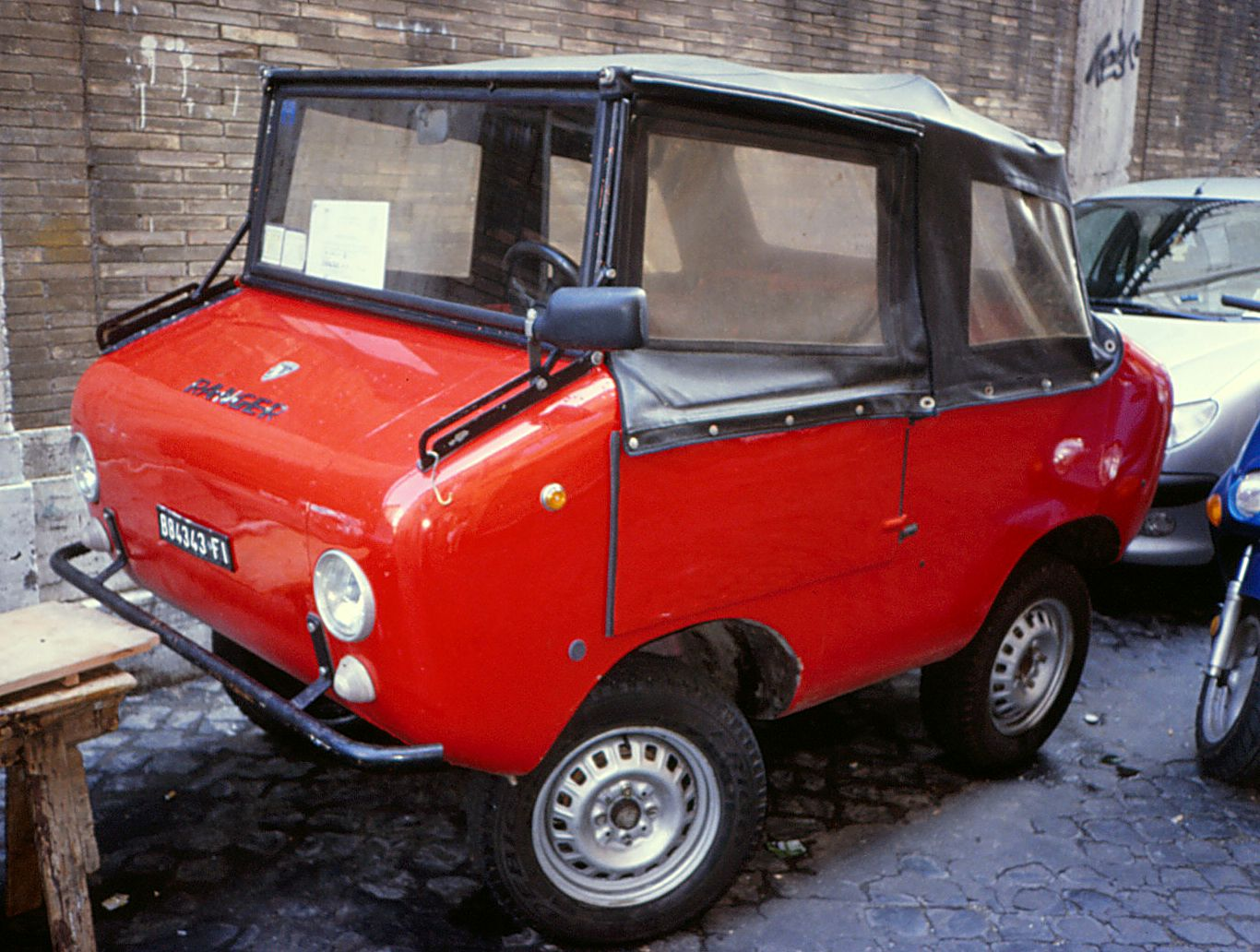